# Ataque na escola de Estação
O ataque na escola de Estação aconteceu no dia 8 de julho de 2025, quando um adolescente de 16 anos entrou na Escola Municipal Maria Nascimento Giacomazzi e começou a esfaquear os alunos. Uma criança, Vitor André Kungel Gambirazi, 9 anos, morreu, e outras quatro pessoas, incluindo uma professora e o agressor, ficaram feridos.
O menor infrator não pode ser identificado em conformidade com as leis do Brasil regidas pelo Estatuto da Criança e do Adolescente (ECA).

## Contexto
A Escola Municipal Maria Nascimento Giacomazzi fica no Centro de Estação, na Região Norte do Rio Grande do Sul, e à época do crime atendia 152 alunos.
O adolescente era de uma família conhecida na cidade e segundo o portal G1 "fazia acompanhamento psiquiátrico havia mais de um ano". O infrator não tinha antecedentes criminais.
O incidente aconteceu poucos dias depois da escola ter feito um treinamento para a evacuação do local em caso de algum tipo de incidente grave. 

## Crime
Por volta das 9h40, um adolescente de 16 anos chegou pela porta da frente da Escola Maria Nascimento Giacomazzi com a desculpa de que iria entregar um currículo, conseguindo ter acesso ao local. O adolescente pediu para os funcionário a ir ao banheiro, antes de cometer o ataque. Mas durante o trajeto desviou o caminho para ir a uma sala de aula, o adolescente arremessou bombinhas para assustar as pessoas no local, antes de sacar duas facas, tiradas da mochila. O adolescente entrou dentro de uma sala de aula do terceiro ano, antes de começar a atacar a todos que estavam na sala de aula. Um dos estudantes que estavam na sala de aula, Miguel Luis Giacomazzi, 9, comentou à imprensa: 'Lembro que ele (o adolescente) saiu com um facão correndo atrás de todo mundo do 5º ano. Eu me abaixei na minha mesa e ele foi para cima da professora e dos colegas que estavam no fundo da sala. Lembro que ele puxou o facão e foi para cima de todo mundo. Ele entrou (na escola) sem ninguém ver e foi isso." Durante o ataque, o adolescente esfaqueou Vitor André Kungel Gambirazi, um estudante de 9 anos, que foi encurralado pelo agressor no fundo da sala e esfaqueado onze vezes, a maioria das facadas atingidas foram nas costas e algumas no tórax da vítima. Outras duas colegas de 8 anos de Kungel foram esfaqueadas nas cabeças. Enquanto o ataque ocorria, estudantes da instituição começaram a fugir da escola.
Uma vizinha que mora ao lado da instituição, Ercinda Dala Corte, 76, que estava lavando a louça, percebeu a situação e, quando foi verificar, uma mulher explicou a ela o que estava acontecendo. A vizinha rapidamente ofereceu abrigo aos estudantes. Uma professora relatou à Folha de S.Paulo que, quando escutaram os gritos e alguém pedindo para ela não abrir a porta, a professora, uma mãe e outros adultos que estavam na sala trancaram a porta com as crianças dentro.
O monitor da escola, Luís Carlos dos Santos, que estava arrumando os brinquedos, percebeu o ataque, alertou para todos correrem e foi pedir socorro. Carlos foi ao depósito e pegou uma pá para atingir o adolescente e conseguiu conter o agressor até a chegada das autoridades. O adolescente e Carlos entraram em luta corporal, enquanto o adolescente estava indo para a sala da 3ª série. Mas o jovem foi contido.
O jovem se dirigiu para a frente da escola, mas Santos chamou ajuda e populares contiveram o agressor. Um vídeo divulgado nas redes sociais mostra o jovem sendo retirado de uma ambulância enquanto uma maca era empurrada para fora da escola. Ouve-se neste momento uma mulher gritar para tirarem ele do veículo e colocarem uma criança. Diversos homens tiram o menor da ambulância e o chutam quando ele cai no chão. A mesma mulher diz "eles vão matar o piá" (assista o vídeo aqui).
Enquanto isto diversos alunos que haviam deixado a escola foram abrigados por vizinhos.

## Vítimas
Quatro vítimas foram atingidas no ataque, três estudantes com idades entre 8 a 9 anos e uma professora foram atingidos no ataque. Duas meninas de 8 anos foram esfaqueadas na cabeça. A primeira aluna recebeu alta ainda no mesmo dia, no Hospital Santa Terezinha, em Erechim. A segunda aluna teve traumatismo cranioencefálico. No dia seguinte, a aluna foi levada ao Hospital Santa Terezinha e depois foi transferida para outro hospital. A menina passou por cirurgia e seu estado "inspirou cuidados". Ela recebeu alta 5 dias após o ataque, no dia 13. A menina foi liberada do Hospital São Roque, onde estava internada. Ela foi a última a receber alta. A professora atingida ao proteger os estudantes foi levada ao Hospital de Caridade, em Erechim. Ela recebeu alta no dia 9, no dia seguinte ao ataque. O próprio jovem também teve ferimentos ao ser atingido nas costas pelo monitor, Luís Carlos dos Santos. Além de quando foi transportado para a ambulância, o jovem foi tirado da ambulância e agredido por moradores.

## Autor
O autor do ataque foi identificado pelas autoridades como um adolescente não identificado de 16 anos de idade. O adolescente é conhecido pela comunidade e passou por tratamento psicológico um dia antes do atentado. O perfil do agressor foi desativado do Instagram após o ataque. Um amigo do agressor afirmou que ele era tranquilo e ficou em choque ao saber do crime. Ele afirmou que o agressor havia se distanciado ainda no fim do ano e tinha uma família estabilizada. O agressor não tinha nenhum sinal de violência que se comparasse ao ataque. O adolescente não tinha envolvimento com a escola atacada. O adolescente não conhecia as vítimas envolvidas no ataque e atacou aleatoriamente.

## Investigações
Investigações posteriores apontaram que ele agiu sozinho e que eventualmente participava de comunidades online que abordavam o tema de ataques realizados em escolas.
"Imagens de câmeras de segurança mostram o trajeto do agressor no dia 8 de julho: ele saiu de casa, foi até um bazar onde comprou bombinhas para assustar os alunos, voltou para casa e, em seguida, dirigiu-se à escola. A escolha da Escola Maria Nascimento Giacomazzi teria sido aleatória, conforme a apuração", explicou o G1.
O incidente aconteceu poucos dias depois da escola ter feito um treinamento para a evacuação do local. "Isso foi fundamental. As crianças souberam como agir diante do perigo. A escola foi esvaziada em dois minutos. Uma professora, ao perceber a situação, abriu os portões - que normalmente ficam trancados - e criou uma rota de fuga. Se os portões estivessem fechados, os alunos ficariam encurralados. As crianças correram como haviam aprendido; apenas uma chegou a cair", disse o delegado responsável.

## Prisão e pena
O infrator foi conduzido até a Delegacia de Polícia de Getúlio Vargas, onde ficou sob custódia, e depois foi levado para um centro socioeducativo que fica na região.
Ele foi responsabilizado pela prática de homicídio qualificado consumado (1 vez) e por todas as tentativas de homicídio ocorridas no local (39, as vítimas atingidas e os outros que estavam presentes no espaço).
O tribunal da justiça do Rio Grande do Sul condenou o adolescente que atacou a escola a 3 anos de internação no dia 19 de agosto.

## Consequências
As aulas de todas as instituições de ensino de Estação foram canceladas. Na tarde do dia seguinte, a vítima fatal, Vitor André Kungel Gambirazi, 9, foi velado após o ataque. O velório começou na Capela Velatória Gruber, em Getúlio Vargas. A despedida acabou às 14h, antes de terminar em seguida no sepultamento no Cemitério Municipal de Getúlio Vargas. No dia 10, os pais dos estudantes voltaram à escola para pegarem os itens deixados por eles durante a confusão do ataque. Cerca de 50 pessoas protestaram na frente da escola atacada segurando o cartaz "Luto por Vitor André", pedindo mais segurança nas escolas. Os protestantes ficaram um minuto em silêncio e de mãos dadas. A Escola Maria Nascimento Giacomazzi ficou fechada após o ataque e reabriu nove dias após o ataque, no dia 17. Outras quatro escolas da cidade também foram fechadas em decorrência do ataque e abriram mais cedo do que a Escola Maria, abriram no dia 14, seis dias após o ataque. Um novo protocolo foi criado e a presença de policiais foi colocada nas escolas, instalação de dispositivos nas instituições, como botões de pânico e sinais de alerta. Para manter a segurança dos estudantes e funcionários das instituições.

## Reações
O governador do Rio Grande do Sul, Eduardo Leite, se manifestou após o ataque: "O que aconteceu não pode ser naturalizado, relativizado ou esquecido. Quero expressar minha solidariedade mais profunda às famílias atingidas, aos professores, alunos e profissionais da escola, e a cada morador da cidade. O Estado está presente para dar suporte, para proteger e para agir".
O ministro da educação do Rio Grande do Sul, Camilo Santana, lamentou no X (antigo Twitter): "Conversei com o prefeito Geverson Zimmermann para manifestar toda a nossa solidariedade e determinei o envio da nossa equipe de psicólogas do Núcleo de Resposta e Reconstrução de Comunidades Escolares, especializada em situações de crise e violência extrema, para apoiar em tudo o que for necessário", comentou Santana.